# 역촌동
역촌동(驛村洞)은 서울특별시 은평구에 속한 행정동이자 법정동이다.

## 지명
역촌동은 조선시대 관리들이 장거리 여행을 할 때 말이 쉬어 갈 수 있는 역이 있다하여 ‘역말’이라 불렀으며 여기서 동명이 유래되었다. 행정동제가 실시되었을 때는 이웃한 녹번동, 응암동, 신사동과 함께 ‘녹신동’으로 통합되었었고 그 후 녹신동에서 분리되어 신사동과 함께 새로이 역촌동사무소로, 75년에는 다시 신사동마저 독립되었기 때문에 역촌동사무소는 법정동계만이 관할하게 되었다.

## 연혁
1970년대 구획정리사업 시행으로 조성된 일반주거 지역으로, 1985년 9월 1일 역촌 1동, 역촌 2동으로 분동되었다가, 2008년 6월 2일 역촌동으로 통합되었다.

## 교육
- 역촌초등학교

## 교통
- 서울 지하철 6호선
  - 역촌역
  - 응암역
  - 구산역

## 같이 보기
- 대한민국의 행정 구역